# Gebäude der ehemaligen Börse und Nationalbank in Warschau

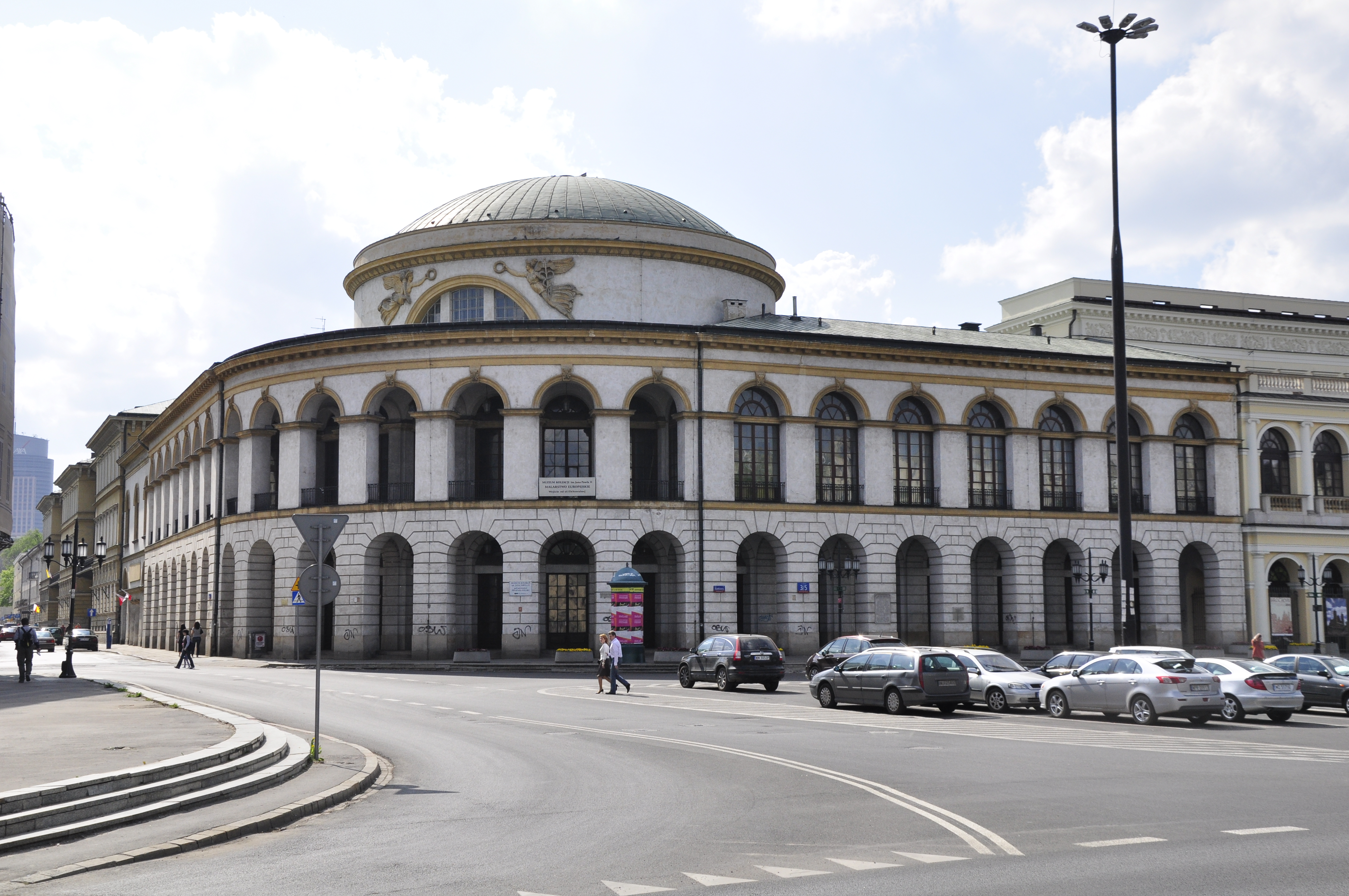

Das Gebäude der ehemaligen Börse und Nationalbank in Warschau befindet sich im Innenstadtdistrikt der Stadt und ist ein Eckgebäude am Plac Bankowy und der Ulica Elektoralna. Heute befindet sich hier ein Gemäldemuseum. Gegenüber an der Elektoralna liegt das Gebäude des ehemaligen Hotels Saski, am Plac Bankowy schließt sich der frühere Palast des Schatzministers an. In Verlängerung der Elektoralna liegt ein weiteres ehemaliges Gebäude der Börse.

## Geschichte
Das klassizistische, zweiflügelige Gebäude, dass am Verbindungseckteil (zur Straßenseite) rund ausgeführt und mit einer den früheren Börsensaal deckenden Kuppel bekrönt ist, wurde von 1825 bis 1828 nach einem Entwurf von Antonio Corazzi errichtet. Für das Verbindungsstück zum Hauptgebäude der Börse in der Elektoralna 2a zeichnete Jan Jakub Gay verantwortlich. Im Jahr 1830 wurden an der Fassade eine Uhr sowie ein Thermometer montiert. In seiner Ursprungsversion war ein Teil der Arkaden vermutlich nicht verglast, die so erfolgte Erweiterung der Büronutzfläche erfolgte erst später. Nach verschiedenen Baumaßnahmen im 19. Jahrhundert erfolgte 1919 bis 1921 unter Marian Lalewicz eine Sanierung des Objekts.
Im Hauptteil des Gebäudes befand sich ursprünglich der Sitz der Warschauer Börse (polnisch: Giełda), in einem kleineren Bereich Teile der Nationalbank (polnisch: Bank Polski) des Königreich Polens. 

### Muzeum Kolekcji im. Jana Pawła II
Im Jahr 1944 wurde das Objekt im Laufe der Kampfhandlungen des Warschauer Aufstands zerstört. Nach einem Projekt von Piotr Biegański erfolgte 1950 bis 1954 der Wiederaufbau des Gebäudes. Später beherbergte es das 1957 gegründete Museum zur Geschichte der revolutionären Bewegung (polnisch: Muzeum Historii Ruchu Rewolucyjnego). Seit 1990 befindet sich hier ein Gemäldemuseum, welches dem Andenken Papst Johannes Paul II. gewidmet ist (Muzeum Kolekcji im. Jana Pawła II). Die rund 450 Exponate wurden von dem Sammlerehepaar Janina und Zbigniew Porczyński gestiftet.